# Chloe Dallimore
Chloe Bennett Dallimore (Melbourne, c. 1975) es una actriz australiana conocida por su interpretación como Ulla en el musical de Mel Brooks, Los productores, protagonizado por Bert Newton. 

## Filmografía
| 2006 | Happy Feet |

## Teatro
| Año  | Título            | Papel                  | Otras notas                                      |
| ---- | ----------------- | ---------------------- | ------------------------------------------------ |
| 2004 | Los Productores   | Ulla                   | Dirigido por Susan Stroman (GFO)                 |
| 2007 | Allo Allo!        | Private Helga Geerhart | Dirigido por Peter Farago (Twelft Night Theatre) |
| 2013 | The Addams Family | Morticia Addams        | Dirigido por Jerry Zaks                          |

- Datos: Q5102856
- Multimedia: Chloe Dallimore / Q5102856